# ヤマーマ宮殿
ヤマーマ宮殿 (قصر اليمامة Qaṣr al-Yamāma)は、サウジアラビア王の公邸。サウジアラビアの首都であるリヤド市の西の郊外にあり、王政府の所在地であり、議会（立法府）である諮問評議会の所在地でもある。 
なお、サウジ国王が外国の要人を歓迎する際にしばしば用いられるRawdat Khuraimの宮殿は、国王の私的な離宮であり、この宮殿からはおよそ100km北東にある。 
宮殿は異なるサイズの2つの区画に分かれている。
- 王政府、公的行事の会場、閣僚評議会（内閣）などが含まれる大宮殿。
- 国王と家族のための、プライベートパークを持つ小宮殿。

## 宮殿

### 大宮殿
宮殿にはリヤド中心部からはAl Diwan道路（アラビア語: شارع الديوان،）でアクセスできる。 
正門から構内に入ると、宮殿本館ではなく別館がある。ペディメントで覆われた大きな柱廊を持つギリシャ・ローマ時代の神殿を模した新古典主義建築のエントランスがある。中央の建物は左右に対称的に配置された2つの翼（棟）に繋がっている。   
別館と本館の間には舗装された中庭があり、壮大な宮殿本館のファサードを見渡せる。 

### 宮殿のファサード
宮殿本館のファサードはアラブ/オリエンタル様式。正面には大きな中庭を見下ろす石の欄干付きの大きなバルコニーがある。 

### 内装
宮殿の内部はすべてアラブ的な様式で装飾されている。100以上の客室――その多くは談話室も付属する――がある。     

### 庭園
国王のための小宮殿の後ろには、7ヘクタール近くの大きな公園がある。 
公園は、スイミングプール、ウォーターパーク、その中にある島だけでなく、木々、花々、果樹園、いくつかの噴水や池が並ぶ大きな路地がある人工湖がある。 